# Miyagawachō
Miyagawa-chō (宮川町?) è un quartiere della città giapponese di Kyoto.
Miya-Gawa significa "fiume del santuario", in riferimento al soprannome del fiume Kamo. Durante il Gion Matsuri, infatti, il santuario da processione del tempio di Yasaka era tradizionalmente purificato nelle acque di questo tratto del fiume.

## Kabuki e case da tè
Si tratta di uno degli hanamachi ("città dei fiori"), ovvero quartieri delle geishe, dell'antica capitale imperiale.
Miyagawacho era infatti un tempo una zona di intrattenimento estremamente popolare. Rappresentazioni kabuki erano tenute in molti piccoli teatri che costellavano le rive del Kamo e il quartiere ospitava numerose case da tè, alcune delle quali erano costituite da barche ormeggiate sul fiume.
Oggi la zona non è più associata al kabuki nella stessa misura di un tempo, ma il principale teatro kabuki della città di Kyoto, il Minami-za, si trova ancora qui.